# Kamil Vacek
Kamil Vacek (Ústí nad Orlicí, 18 maggio 1987) è un calciatore ceco, centrocampista del Pardubice e della Nazionale ceca.

## Carriera

### Club
Nel 2011, dopo aver segnato 3 reti in 4 partite del campionato ceco con lo Sparta Praga, viene acquistato dal Chievo per 3 milioni di euro. L'11 settembre esordisce in Serie A, nella partita con il Novara (2-2). Il 13 maggio 2012, nell'ultima giornata di campionato, segna il suo unico gol in Italia contro il Lecce.
Dopo due stagioni in Italia, torna in patria, nuovamente allo Sparta Praga, con cui realizza immediatamente un double.
Nel gennaio 2015 passa in prestito al Mladá Boleslav e, sei mesi più tardi, ai polacchi del Piast Gliwice. Nell'estate del 2016 passa a titolo definitivo al Maccabi Haifa in Israele. Appena un anno dopo, torna in Polonia, stavolta al Śląsk Breslavia.

### Nazionale
Ha esordito in nazione il 4 giugno 2011, giocando da titolare la gara contro il Perù valida per la Kirin Cup.

## Palmarès

### Club

#### Competizioni nazionali
- Campionato ceco: 2

Sparta Praga: 2009-2010, 2013-2014
- Pohár ČMFS: 1

Sparta Praga: 2007-2008, 2013-2014
- Supercoppa della Repubblica Ceca: 1

Sparta Praga: 2010

## Statistiche

### Cronologia presenze e reti in Nazionale
| Cronologia completa delle presenze e delle reti in nazionale ― Rep. Ceca | Cronologia completa delle presenze e delle reti in nazionale ― Rep. Ceca | Cronologia completa delle presenze e delle reti in nazionale ― Rep. Ceca | Cronologia completa delle presenze e delle reti in nazionale ― Rep. Ceca | Cronologia completa delle presenze e delle reti in nazionale ― Rep. Ceca | Cronologia completa delle presenze e delle reti in nazionale ― Rep. Ceca | Cronologia completa delle presenze e delle reti in nazionale ― Rep. Ceca | Cronologia completa delle presenze e delle reti in nazionale ― Rep. Ceca |
| Data                                                                     | Città                                                                    | In casa                                                                  | Risultato                                                                | Ospiti                                                                   | Competizione                                                             | Reti                                                                     | Note                                                                     |
| ------------------------------------------------------------------------ | ------------------------------------------------------------------------ | ------------------------------------------------------------------------ | ------------------------------------------------------------------------ | ------------------------------------------------------------------------ | ------------------------------------------------------------------------ | ------------------------------------------------------------------------ | ------------------------------------------------------------------------ |
| 4-6-2011                                                                 | Tokyo                                                                    | Rep. Ceca                                                                | 0 – 0                                                                    | Perù                                                                     | Kirin Cup                                                                | -                                                                        |                                                                          |
| 7-6-2011                                                                 | Yokohama                                                                 | Giappone                                                                 | 0 – 0                                                                    | Rep. Ceca                                                                | Kirin Cup                                                                | -                                                                        |                                                                          |
| 10-8-2011                                                                | Oslo                                                                     | Norvegia                                                                 | 3 – 0                                                                    | Rep. Ceca                                                                | Amichevole                                                               | -                                                                        | 67’                                                                      |
| 3-9-2011                                                                 | Glasgow                                                                  | Scozia                                                                   | 2 – 2                                                                    | Rep. Ceca                                                                | Qual. Euro 2012                                                          | -                                                                        | 90'+2’                                                                   |
| 6-9-2011                                                                 | Praga                                                                    | Rep. Ceca                                                                | 4 – 0                                                                    | Ucraina                                                                  | Amichevole                                                               | -                                                                        | 68’                                                                      |
| 7-10-2011                                                                | Praga                                                                    | Rep. Ceca                                                                | 0 – 2                                                                    | Spagna                                                                   | Qual. Euro 2012                                                          | -                                                                        | 76’                                                                      |
| 13-11-2015                                                               | Ostrava                                                                  | Rep. Ceca                                                                | 4 – 1                                                                    | Serbia                                                                   | Amichevole                                                               | -                                                                        | 86’                                                                      |
| 17-11-2015                                                               | Breslavia                                                                | Polonia                                                                  | 3 – 1                                                                    | Rep. Ceca                                                                | Amichevole                                                               | -                                                                        |                                                                          |
| 24-3-2016                                                                | Praga                                                                    | Rep. Ceca                                                                | 0 – 1                                                                    | Scozia                                                                   | Amichevole                                                               | -                                                                        | 78’                                                                      |
| Totale                                                                   |                                                                          | Presenze                                                                 | 9                                                                        |                                                                          | Reti                                                                     | 0                                                                        |                                                                          |